# Discografia Deltei Goodrem
Discografia cântăreței australiene Delta Goodrem constă din 24 discuri single, 5 albume studio, 3 videouri, 25 videoclipuri etc. Goodrem a semnat un contract cu casa de discuri Sony BMG în anul 1999.
Cariera muzicală a cântăreței a început în anul 2001 cu piesa „I Don't Care”. Cântecul s-a dovedit a fi un eșec, atingând doar poziția cu numărul 64 în Australia. Albumul de debut, Innocent Eyes, a beneficiat de un mare succes comercial, primind multiple discuri de platină în Australia, Noua Zeelandă și Regatul Unit. Cel de-al doilea album de studio, Mistaken Identity, a fost lansat după lupta cântăreței cu o formă de cancer, însă nu a reușit să se ridice la succesul predecesorului său. Totuși, discul a adus-o pe prima poziție în clasamentul din Australia, fiind răsplătit cu mai multe discuri de platină. Al treilea material discografic al cântăreței, intitulat Delta, s-a clasat și el pe prima poziție în țara natală. Al patrulea album, Child of the Universe, a fost lansat în 2012, iar single-urile „Wish You Were Here” și „Sitting on Top of the World” au primit discuri de platină în Australia. Al cincilea album de studio, intitulat Wings of the Wild, a fost al patrulea album al lui Goodrem care a obținut prima poziție în Australia.
La nivel mondial, ea a vândut aproximativ 8 milioane de albume, dintre care 1.238.919 milioane au fost vândute în Australia. Innocent Eyes a fost vândut în 2,5 milioane de exemplare. Ea a vândut aproximativ 2 milioane de discuri single, din care 1.238.919 în Australia.

## Albume

### Albume studio
| An                                                    | Album | Poziția maximă | Poziția maximă | Poziția maximă | Poziția maximă | Poziția maximă | Poziția maximă | Poziția maximă | Poziția maximă | Poziția maximă | Poziția maximă | Premiu                                                     |
| An                                                    | Album | AUS            | AUT            | GER            | IRL            | JPN            | NL             | NZL            | ELV            | UK             | SUA            | Premiu                                                     |
| ----------------------------------------------------- | --- | -------------- | -------------- | -------------- | -------------- | -------------- | -------------- | -------------- | -------------- | -------------- | -------------- | ---------------------------------------------------------- |
| 2003                                                  | Innocent Eyes - Primul album de studio - Lansat: 21 martie, 2003 - Casă de discuri: Sony BMG                                            | 1              | 27             | 20             | 3              | —              | 39             | 6              | 14             | 2              | —              | - AUS: 14× Platină - NZL: 3× Platină - UK: 2× Platină      |
| 2004                                                  | Mistaken Identity - Al doilea album de studio - Lansat: 8 noiembrie, 2004 - Casă de discuri: Sony BMG                                   | 1              | 62             | 59             | 39             | —              | —              | 7              | 50             | 25             | —              | - AUS: 5× Platină - UK: Disc de Aur - NZL: Disc de Platină |
| 2007                                                  | Delta - Al treilea album de studio - Lansat: 20 octombrie, 2007 - Casă de discuri: Sony BMG                                             | 1              | —              | —              | —              | 39             | —              | 12             | —              | —              | 116            | - AUS: 3× Platină - NZL: Aur                               |
| 2012                                                  | Child of the Universe - Al patrulea album de studio - Lansat: 26 octombrie, 2012 - Casă de discuri: Sony Music                          | 2              | —              | —              | —              | —              | —              | 18             | —              | —              | —              | - AUS: Aur                                                 |
| 2016                                                  | Wings of the Wild - Al cincilea album de studio - Lansat: 1 iulie 2016 - Casă de discuri: Sony Music - Formate: CD, descărcare digitală | 1              | —              | —              | —              | —              | —              | 8              | —              | 129            | —              | - AUS: Aur                                                 |
| „—” indică faptul că albumul nu a intrat în clasament | |                |                |                |                |                |                |                |                |                |                |                                                            |

### Compilații
| Titlu                                                | Detalii                                                                                     | Poziție maximă |
| Titlu                                                | Detalii                                                                                     | JP             |
| ---------------------------------------------------- | ------------------------------------------------------------------------------------------- | -------------- |
| Innocent Eyes                                        | - Lansat: 11 octombrie 2006 - Etichetă: Sony Music Japan - Formate: CD, descărcare digitală | 19             |
| Innocent Eyes: Ten Year Anniversary Acoustic Edition | - Lansat: 29 noiembrie 2013 - Etichetă: Sony Music - Formate: CD, descărcare digitală       | 19             |

### Piese extinse
| Titlu     | Detalii                                                                               | Poziție maximă |
| Titlu     | Detalii                                                                               | AUS            |
| --------- | ------------------------------------------------------------------------------------- | -------------- |
| Christmas | - Lansat: 14 decembrie 2012 - Etichetă: Sony Music - Formate: CD, descărcare digitală | 67             |

## Discuri single
| 2001                                                  | „I Don't Care”[B]                      | 64 | —  | —  | —  | —  | —  | —  | —  | —  |        | Doar single                |
| 2002                                                  | „Born to Try”                          | 1  | —  | 61 | 13 | 18 | 1  | —  | 58 | 3  |        | Innocent Eyes              |
| 2003                                                  | „Lost Without You”                     | 1  | 14 | 27 | 15 | 42 | 4  | 9  | 47 | 4  |        | Innocent Eyes              |
| 2003                                                  | „Innocent Eyes”                        | 1  | —  | —  | 25 | —  | 14 | —  | —  | 9  |        | Innocent Eyes              |
| 2003                                                  | „Not Me, Not I”                        | 1  | —  | —  | 25 | 40 | 11 | —  | —  | 18 |        | Innocent Eyes              |
| 2003                                                  | „Predictable”[B]                       | 1  | —  | —  | —  | —  | —  | —  | —  | —  |        | Innocent Eyes              |
| 2004                                                  | „Throw It Away”[C]                     | —  | —  | —  | —  | —  | —  | —  | —  | —  | —      | Innocent Eyes              |
| 2004                                                  | „Out of the Blue”                      | 1  | 46 | 54 | 15 | —  | 14 | —  | 60 | 9  |        | Mistaken Identity          |
| 2005                                                  | „Mistaken Identity”[B]                 | 7  | —  | —  | —  | —  | —  | —  | —  | —  |        | Mistaken Identity          |
| 2005                                                  | „Almost Here” (duet cu Brian McFadden) | 1  | 34 | 32 | 1  | 62 | —  | 29 | 36 | 3  |        | Mistaken Identity          |
| 2005                                                  | „A Little Too Late”[B]                 | 13 | —  | —  | —  | —  | —  | —  | —  | —  | —      | Mistaken Identity          |
| 2005                                                  | „Be Strong”[D]                         | —  | —  | —  | —  | —  | —  | —  | —  | —  | —      | Mistaken Identity          |
| 2006                                                  | „Together We Are One”[B]               | 2  | —  | —  | —  | —  | —  | —  | —  | —  |        | Commonwealth Games         |
| 2006                                                  | „Flawed”[E]                            | —  | —  | —  | —  | —  | —  | —  | —  | —  | —      | Innocent Eyes              |
| 2007                                                  | „In This Life”                         | 1  | —  | —  | —  | —  | 31 | —  | —  | —  |        | Delta                      |
| 2007                                                  | „Believe Again”                        | 2  | —  | —  | —  | —  | —  | —  | —  | —  |        | Delta                      |
| 2008                                                  | „You Will Only Break My Heart”         | 14 | —  | —  | —  | —  | —  | —  | —  | —  | —      | Delta                      |
| 2008                                                  | „I Can't Break It To My Heart”         | 13 | —  | —  | —  | —  | —  | —  | —  | —  | —      | Delta                      |
| 2012                                                  | „Sitting on Top of the World”          | 2  | —  | —  | —  | —  | 23 | —  | —  | —  |        | Child of the Universe      |
| 2012                                                  | „Dancing With a Broken Heart”          | 15 | —  | —  | —  | —  | —  | —  | —  | —  | —      | Child of the Universe      |
| 2012                                                  | „Wish You Were Here”                   | 5  | —  | —  | —  | —  | —  | —  | —  | —  |        | Child of the Universe      |
| 2013                                                  | „Heart Hypnotic”                       | 7  | —  | —  | —  | —  | —  | —  | —  | —  | —      | Album fără titlu reambalat |
| 2014                                                  | „Love... Thy Will Be Done”             | 59 | —  | —  | —  | —  | —  | —  | —  | —  | —      | Album fără titlu reambalat |
| 2015                                                  | „Only Human”                           | 46 | —  | —  | —  | —  | —  | —  | —  | —  | —      | Album fără titlu reambalat |
| 2015                                                  | „Wings”                                | 1  | —  | —  | —  | —  | 39 | —  | —  | —  | [ 23 ] | Album fără titlu reambalat |
| 2016                                                  | „Dear Life”                            | 3  | —  | —  | —  | —  | —  | —  | —  | —  | —      | - ARIA: Aur                |
| 2016                                                  | „Enough” (cu Gizzle)                   | 27 | —  | —  | —  | —  | —  | —  | —  | —  | —[F]   |                            |
| 2016                                                  | „The River”                            | —  | —  | —  | —  | —  | —  | —  | —  | —  | —      |                            |
| „—” indică faptul că albumul nu a intrat în clasament |                                        |    |    |    |    |    |    |    |    |    |        |                            |

### Colaborări
| 2010                                                  | "Mistakes" (cu Brian McFadden)                            | 41 | —  | Wall of Soundz                      |
| 2011                                                  | "I'm Not Ready" (cu Michael Bolton)                       | —  | 29 | Gems: The Duets Collection          |
| 2013                                                  | "Bayini" (cu Gurrumul Yunupingu)                          | 4  | —  | Single fără album                   |
| 2013                                                  | "Steppin' Out with My Baby" (cu Tony Bennett)             | —  | —  | The Classics                        |
| 2015                                                  | "Let it Snow, Let it Snow, Let it Snow" (cu Human Nature) | —  | —  | The Christmas Album: Deluxe Edition |
| „—” indică faptul că albumul nu a intrat în clasament |                                                           |    |    |                                     |

### Alte single-uri populare
| 2010                                                  | „Mistakes” (cu Brian McFadden)      | 41 | —  | Wall of Soundz             |
| 2011                                                  | „I'm Not Ready” (cu Michael Bolton) | —  | 29 | Gems: The Duets Collection |
| 2013                                                  | „Bayini” (cu Gurrumul Yunupingu)    | 4  | —  | Single fără album          |
| „—” indică faptul că albumul nu a intrat în clasament |                                     |    |    |                            |

## Video

### DVD-uri
| Titlu                                                 | Detailii                                                             | Poziția maximă | Poziția maximă | Poziția maximă | Premii             |
| Titlu                                                 | Detailii                                                             | AUS            | NZ             | UK             | Premii             |
| ----------------------------------------------------- | -------------------------------------------------------------------- | -------------- | -------------- | -------------- | ------------------ |
| Delta                                                 | - Lansare: 13 octombrie 2003 - Marcă: Sony Music - Formate: DVD, VHS | 1              | 1              | 10             | - AUS: 12× Platină |
| The Visualise Tour: Live in Concert                   | - Lansare: 13 noiembrie 2005 - Marcă: Sony BMG - Formate: DVD        | 1              | —              | —              | - AUS: 4× Platină  |
| Believe Again: Australian Tour 2009                   | - Lansare: 18 septembrie 2009 - Macă: Sony Music - Formate: DVD, CD  | 1              | —              | —              | - AUS: Aur         |
| „—” indică faptul că albumul nu a intrat în clasament |                                                                      |                |                |                |                    |

### Videoclipuri
| An   | Cântec                                  | Note | Regizor          |
| ---- | --------------------------------------- | --- | ---------------- |
| 2001 | „I Don't Care”                          | | Anthony Rose     |
| 2001 | „A Year Ago Today”                      | Creat pentru a-i urma ca single lui „I Don't Care”, însă planurile au fost anulate. Videoclipul a fost inclus pe DVD-ul din 2003 Delta.                        | Fabrizio Lipan   |
| 2002 | „Born to Try”                           | | Miikka Lommi     |
| 2003 | „Lost Without You”                      | | Katie Bell       |
| 2003 | „Innocent Eyes”                         | | Michael Gracey   |
| 2003 | „Not Me, Not I”                         | | Michael Spiccia  |
| 2003 | „Predictable”                           | Interpretare Live Channel V |                  |
| 2004 | „Out of the Blue”                       | | Nigel Dick       |
| 2005 | „Mistaken Identity”                     | | Michael Spiccia  |
| 2005 | „Almost Here”                           | | Martin Weisz     |
| 2005 | „A Little Too Late”                     | | Anthony Rose     |
| 2005 | „Lost Without You” Versiunea pentru SUA | |                  |
| 2005 | „Be Strong”                             | Interpretare în spatele scenei — The Visualise Tour | David Gross      |
| 2005 | „The Analyst”                           | Creat special pentru turneu Visualise | Ash Lyons        |
| 2006 | „Together We Are One”                   | Commonwealth Games opening ceremony Interpretare |                  |
| 2006 | „Flawed”                                | Creat special pentru promovarea Adiantum Blue. |                  |
| 2007 | „In This Life”                          | | Rocky Schenck    |
| 2007 | „Believe Again”                         | Videoclipul este unul dintre cele mai scumpe realizate vreodată în istoria Austaliei. De asemenea este și primul videoclip australian realizat în rezoluție HD | Michael Spiccia  |
| 2008 | „You Will Only Break My Heart”          | Cuprinde fragmente în care fanii cântă melodia |                  |
| 2008 | „In This Life” Versiunea pentru SUA     | | Robert Hales     |
| 2008 | „I Can't Break It To My Heart”          | Prezintă fotografii și filmări realizate în culisele concertului A Night With Delta (O noapte cu Delta).                                                       |                  |
| 2010 | „Mistakes”                              | | Dan Reisinger    |
| 2012 | „Sitting on Top of the World”           | | Guy Franklin     |
| 2012 | „Dancing with a Broken Heart”           | | Hannah Lux Davis |
| 2012 | „Wish You Were Here”                    | | Ryan Pallotta    |
| 2015 | „Only Human”                            | |                  |
| 2015 | „You and You Alone”                     | |                  |
| 2015 | „Wings”                                 | | Anthony Rose     |
| 2015 | „Let It Snow” (cu Human Nature)         | |                  |
| 2016 | „Dear Life”                             | | Anthony Rose     |
| 2016 | „Enough” (cu Gizzle)                    | | Matt Sharp       |

## Diverse
Următoarele melodii au fost lansate oficial, dar nu apar pe niciun album semnat de Delta Goodrem.
| An   | Cântec                                   | Note                                                        | Album                                                     | Referință |
| ---- | ---------------------------------------- | ----------------------------------------------------------- | --------------------------------------------------------- | --------- |
| 1999 | „Love”                                   |                                                             | Australian Music Week 1999                                |           |
| 2002 | „Do You Hear What I Hear?”               | Cover de Noel Regney și Gloria Shayne Baker                 | The Spirit of Christmas 2002                              | [ 45 ]    |
| 2003 | „Have Yourself a Merry Little Christmas” | Cover de Judy Garland                                       | The Spirit of Christmas 2003                              | [ 46 ]    |
| 2004 | „Four Short Words”                       | Lansat în format digital pentru promovarea companiei Pepsi. |                                                           |           |
| 2005 | „Phenomenal Woman”                       | Vocalist pentru Olivia Newton-John                          | Stronger Than Before                                      | [ 47 ]    |
| 2006 | „Steppin' Out with My Baby”              | Duet cu Tony Bennett                                        | Duets: An American Classic                                | [ 48 ]    |
| 2006 | „All Out of Love”                        | Duet ce Westlife                                            | The Love Album                                            | [ 49 ]    |
| 2006 | „O Come All Ye Faithful”                 |                                                             | The Spirit of Christmas 2006                              | [ 50 ]    |
| 2008 | „Right Here With You”                    | Duet cu Olivia Newton-John                                  | A Celebration in Song                                     | [ 51 ]    |
| 2008 | „Live! Together (Tokyo Girls Anthem)”    | Duet cu Juju                                                | My Life                                                   |           |
| 2008 | „For Good”                               | Duet cu LeAnn Rimes                                         | Wicked: Fifth Anniversary Special Edition                 |           |
| 2010 | „Mistakes”                               | Duet cu Brian McFadden                                      | Wall Of Soundz                                            |           |
| 2010 | „Little Drummer Boy”                     |                                                             | The Spirit of Christmas 2010                              |           |
| 2010 | „Breathe, Dream, Pray, Love”             | Împreună cu Mark Masri și Jim Brickman                      | Home                                                      |           |
| 2011 | „I'm Not Ready”                          | Duet cu Michael Bolton                                      | Gems: The Duets Collection                                |           |
| 2013 | „Ain't No Mountain High Enough”          | Duet cu Michael Bolton                                      | Ain't No Mountain High Enough: A Tribute to Hitsville USA |           |

## Piese scrise
Aceste piese au fost scrise de Delta, sau scrise în colaborare cu ea, însă au fost interpretate de alți artiști.
| An   | Cântec                 | Co-autor(i)                                      | Artist            | Album                                    |
| ---- | ---------------------- | ------------------------------------------------ | ----------------- | ---------------------------------------- |
| 2004 | „Let's Dance”          | Mark Holden, Axel Breitung                       | Nikki Webster     | Let's Dance                              |
| 2007 | „Eyes on Me”           | Kristian Lundin, Savan Kotecha                   | Celine Dion       | Taking Chances                           |
| 2008 | „Days Go By”           | Matthew Gerrard, Bridget Benenate                | Glenn Lyse        | Come Closer                              |
| 2008 | „Forgive Me Twice”     | Tommy Lee James, Stuart Crichton, Brian McFadden | Brian McFadden    | Set in Stone                             |
| 2009 | „Houston”              | Snob Scrilla                                     | Snob Scrilla      | Day One                                  |
| 2011 | „Break It to My Heart” | Kristian Lundin, Savan Kotecha                   | Katherine Jenkins | Daydream                                 |
| 2015 | „As I Am”              | Arnthor Birgisson, Negin Djafari                 | Roshana           | Single                                   |
| 2015 | "My Girls"             | Mitch Allen, Vince Pizzinga                      | Bella Paige       | Concursul Muzical Eurovision Junior 2015 |